# Дурдин, Иван Иванович (младший)
Иван Иванович Дурдин (1852—1918) — представитель купеческой династии Дурдиных, сын Ивана Ивановича Дурдина, купец 1-й гильдии, наследственный почётный гражданин.

## Биография
Сын (полный тёзка) И. И. Дурдина родился 25 сентября (7 октября) 1852. Он становится основным продолжателем семейного дела. Младший Иван Иванович Дурдин, получив по завещанию отца основную часть состояния — 50 паёв Товарищества «Иванъ Дурдинъ», становится председателем Правления товарищества. Первоначально И. И. Дурдин не предполагал заниматься коммерцией — он служил в гвардии. Однако по настоянию семьи вышел в отставку и встал во главе семейного дела. Большую часть времени И. И. Дурдин проводил в Рыбинске, где построил собственный дом и занялся развитием завода товарищества в Рыбинске. От отца Дурдину досталась половина каменного трёхэтажного дома в Петербурге. Дома под склады и ледники в Угличе, Ярославле, Бежецке, Костроме и Нижнем Новгороде он приобретал сам. В Рыбинске ему принадлежали жилые дома на Волжской набережной и Новомещанской (Красноармейской) улице. В домах за рекой Черёмухой жили рабочие завода и был устроен бесплатный приют «Ясли» для их детей. В 1899 году Дурдин приобрёл двухэтажный каменный дом на Крестовой улице. В доме, где жили хозяева, открылась пивная с двумя бильярдами, кегельбаном и граммофонами. На арендованных площадях в разных местах города дурдинским пивом торговали распивочные лавки.
При нём пивной завод «Богемия» в Рыбинске, основанный ещё его отцом, пережил «второе рождение». Рыбинский завод выпускал пиво, схожее по ассортименту с основным заводом в Санкт-Петербурге — пиво «Столовое», «Богемское», «Пильзенское» и безалкагольный напиток «Ситро».

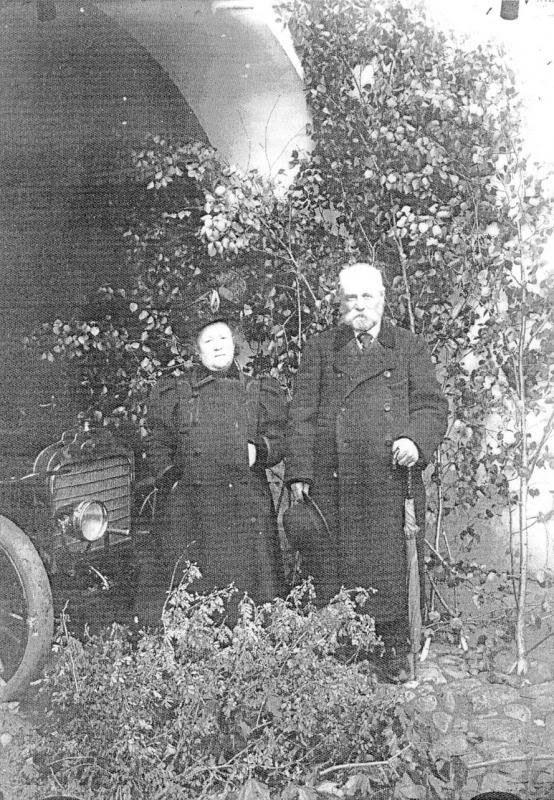
И. И. Дурдин с супругой (Рыбинск)

В Рыбинске Иван Дурдин находился в центре местной «светской жизни». В глазах местных жителей «…скандалист и бретёр… в прошлом гвардейский офицер, высокий и осанистый усач. Дурдин ходил в Рыбинске запросто — в поддёвке и в банальных сапогах. Излюбленным занятием Ивана Дурдина было с кем-нибудь поскандалить и повздорить. Правда, до дуэлей дело всё-таки не доходило. Дурдин любил кататься по реке Черёмухе на собственном баркасе, горланя песни и пугая мирных лодочников. Его автомобиль, первый в городе Рыбинске, распугивал и лошадей, и кошек, и собак, и даже не знакомых с таким чудом обывателей. По городу слонялись сыновья Ивана Дурдина в сопровождении студента-гувернёра. А в цирке проходили состязания женской борьбы, организованные тем же пивоваром…». Тем не менее дело под его руководством процветало. И. И. Дурдин владел значительной недвижимостью: помимо дома в Рыбинске ему принадлежали три доходных дома в Петербурге. Дурдин неоднократно избирался гласным в Рыбинскую городскую думу и Рыбинское уездное земское собрание, исполнял общественную должность директора тюремного отделения. Был членом попечительного совета Рыбинской женской гимназии, делал пожертвования в церкви. Был награждён серебряной медалью на Станиславской ленте для ношения на шее, золотыми медалями на Станиславской и Аннинской лентах.
Иван Иванович Дурдин женился на Анне Сытовой, дочери потомственного почётного гражданина санкт-петербургского 1-й гильдии купца Василия Егоровича Сытова, от которой у него родилось три сына: Иван, Николай и Герман. Анна Васильевна увлекалась художественным творчеством. По её эскизам в мастерской Н. Савинова был изготовлен берёзовый гарнитур для дачи в неорусском стиле, больше 20 предметов: стулья, кресла, диван, стол, зеркало. Она сама выжгла и раскрасила его иллюстрациями к русским сказкам.
И. И. Дурдин был расстрелян в Рыбинске 20 августа (2 сентября) 1918 вместе со своими сыновьями Николаем и Германом. Старший сын после революции 1917 года вместе с женой Ольгой Яковлевной оказался в эмиграции и скончался в Ницце 13 (26) марта 1943.